# Walter Cunliffe
Pour les articles homonymes, voir Cunliffe.
Walter Cunliffe, 1er baron Cunliffe, est un banquier britannique né le 3 décembre 1855 à Londres et mort le 6 janvier 1920 à Headley, dans le Surrey.

## Biographie
En 1890, Walter Cunliffe fonde la banque d'affaires Cunliffe Brothers avec ses frères Arthur Robert et Leonard Daneham. Il entre à la Banque d'Angleterre en 1895 et y occupe le poste de gouverneur de 1913 à 1918, durant toute la Première Guerre mondiale.
Cunliffe participe aux négociations du traité de Versailles aux côtés du juriste Lord Sumner. Ensemble, ils forment un duo surnommé « the Heavenly Twins » (« les jumeaux célestes ») qui se distingue en exigeant de lourdes réparations de guerre de l'Allemagne, à l'encontre de l'avis d'économistes comme John Maynard Keynes.

## Honneurs et décorations
Walter Cunliffe est créé baron Cunliffe de Headley en décembre 1914. À sa mort, le titre passe à son fils Rolf (1899-1963), puis à son petit-fils Roger (né en 1932). Il a également reçu plusieurs décorations :
- Ordre de l'Empire britannique (chevalier grand-croix)
- Ordre national de la Légion d'honneur (commandeur)
- Ordre du Soleil levant (grand cordon)
- Ordre de Sainte-Anne (première classe)